# Tucupita
Tucupita é uma cidade e a capital do estado de Delta Amacuro, na Venezuela.